# Station Nuevos Ministerios
Station Nuevos Ministerios (Spaans: Estación de Nuevos Ministerios) is een ondergronds station in de Spaanse hoofdstad Madrid dat op 18 juli 1967  werd geopend. Het wordt bediend door de lijnen 6, 8 en 10 van de Metro van Madrid, alsmede het stadsgewestelijknet van Madrid.

## Geschiedenis
In 1928 werd begonnen met de aanleg van de rechtstreekse spoorlijn tussen Madrid en Burgos die aan de Madrileense kant een kopstation zou krijgen in Chamartín in het noorden van de stad. De minister van openbare werken van de Tweede Spaanse Republiek (1931 – 1939) wilde de lijn doortrekken naar het bestaande station Atocha aan de zuidkant van de stad.  Hiertoe werd besloten tot de aanleg van de zogeheten Túnel de la risa onder de stad en de bouw begon in 1933. Wegens geldgebrek en het uitbreken van de Spaanse Burgeroorlog werden de werkzaamheden in 1936 gestaakt. In de jaren 60 van de 20e-eeuw de werkzaamheden aan de tunnel hervat en op 18 juli 1967 werden de ondergrondse stations in de tunnel, Recoletes en Nuevos Ministerios, geopend voor de reizigersdienst.
Op 11 oktober 1979 kreeg het station een aansluiting op de metro toen aan de westkant de perrons van 
lijn 6 haaks op de Túnel de la risa werden geopend. Op 10 juni 1982 werd lijn 8 tussen Fuencarral en Nuevos Ministerios geopend, zodat,  in verband met het WK voetbal dat in 1982 in Spanje gehouden werd, het Estadio Santiago Bernabéu per metro bereikbaar zou zijn. De perrons hiervan kwamen aan de oostkant parallel aan de Túnel de la risa zij het een niveau lager. Deze sporen dienden als zuidelijk eindpunt van lijn 8 totdat de lijn op 23 december 1986 ten zuiden van Nuevos Ministerios via een enkelsporige tunnel werd doorgetrokken naar Avenida de América. 
In 1995 werd begonnen aan een project om lijn 8 in het noorden samen te voegen met lijn 10 die destijds tussen Aluche in het zuiden en Alonso Martínez liep. Hiertoe werd tussen Nuevos Ministerios en Alonso Martinez een tunnel geboord , die net als de toenmalige lijn 8, geschikt is voor groot-profielmaterieel.  Op 22 januari 1998 was de tunnel gereed en ging de doorgaande dienst tussen Fuencarral en Aluche van start met klein-profielmaterieel onder lijnnummer 10. De perrons van nu lijn 10 bij Nuevos Ministerios werden, in afwachting van de voltooiing van de ombouw van de hele lijn tot groot-profiel, tijdelijk voorzien van overloopplanken om de ruimte tussen het klein-profielmaterieel en het perron te overbruggen. Door de samenvoeging van de twee lijnen verdween lijn 8 ongeveer een half jaar uit het net, totdat het eerste deel van de metrolijn naar het vliegveld onder lijnnummer 8 werd geopend. Deze nieuwe lijn 8 werd op 22 mei 2002 doorgetrokken tot Nuevos Ministerios dat sindsdien het zuidelijk eindpunt is. Op 22 oktober 2002  was lijn 10 geschikt voor groot-profielmaterieel en verdwenen de overloopplanken weer. 
In 2004 werd begonnen met de bouw van een tweede spoortunnel onder het centrum om de capaciteit van de Cercanías te vergroten. Deze tunnel en de perrons hiervan bij Nuevos Ministerios werden op 9 juli 2008 in gebruik genomen. Deze tunnel wordt gebruikt door lijn C-3 en C-4 van de Cercanías, die tussen Nuevos Ministerios en Atocha rijden via Sol in plaats van Recoletes.         

Ligging van de metrolijnen bij station Nuevos Ministerios
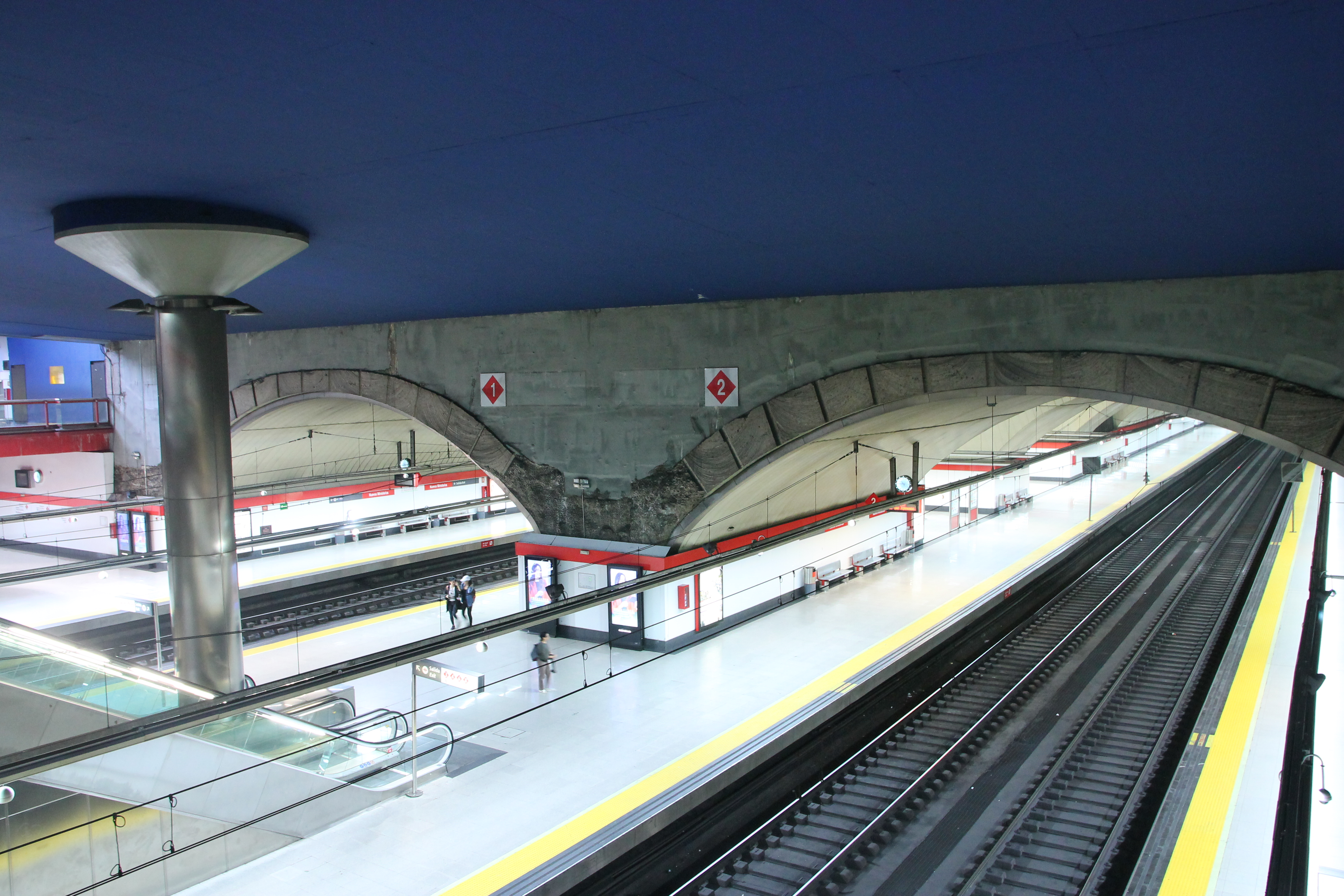
De perrons uit 1967

## Ligging en inrichting
Het in 1967 geopende deel van het station ligt onder de tuinen van de Nuevos Ministerios die tussen 1933 en 1942 werden opgetrokken langs de westzijde van de Paseo de Castellana in de Madrileense wijk Chamartín. Het toegangsgebouw uit 1967 staat bijna in de noordwesthoek van de tuinen bij de kruising van de Paseo de Castellana/Calle de Joaquin Costa. De ringlijn (lijn 6) van de metro die sinds 1979 het station aandoet ligt onder de Calle de Joaquin Costa, de andere metrolijnen liggen onder de Paseo de Castellana. De stationshal ligt onder het toegangsgebouw uit 1967 op niveau -1 en strekt zich uit onder de Paseo de Castellana aan de oostkant tot boven de tunnel uit 1967 aan de westkant.
In 1967  was er sprake van een dubbelgewelfdstation met vier sporen en drie perrons op niveau -2. Op niveau -3 ligt een hal voor de overstap tussen trein en metro die aan de westkant aansluit op een overstaptunnel met roltapijten die deze hal met de ringlijn van de metro verbindt. Het perron voor metro's naar het noorden van de in 1982 geopende lijn 8, nu lijn 10, sluit direct aan op deze hal.  Het perron voor de andere richting is via een reizigerstunnel op niveau –2 verbonden met het oostelijke perron van de in 1998 geopende lijn 8, dat op zijn beurt verbonden is met de stationshal en de overstaphal. Het westelijke perron van lijn 8 ligt naast de sporen uit 1967 eveneens op niveau -2. Een vide tussen metro en trein biedt zicht op de overstaphal waarin zich meerdere rijen OV-poortjes bevinden waar reizigers achtereenvolgens door die van de metro en de trein of omgekeerd gaan. Lijn 8 heeft ten zuiden van het perron nog een korte tunnel met opstelsporen waar metrostellen geparkeerd en gekeerd kunnen worden. In het dagelijks gebruik wordt alleen het westelijke perron van lijn 8 gebruikt. 
De perrons van lijn 6 liggen ongeveer 150 meter ten westen van het kruispunt op niveau -4 onder de  Calle de Raimundo Fernández Villaverde, bij het westelijke uiteinde van de overstaptunnel. Sporen en perrons zijn hier uitgevoerd als enkelgewelfdstation. Behalve de toegang via de overstaptunnel heeft lijn 6 ook een eigen toegangshal boven het westelijke uiteinde van de perrons. Deze ligt onder het kruispunt Calle de Raimundo Fernández Villaverde/Calle de Augustín de Betancourt en heeft toegangen in de Calle de Orense aan de noordkant en de Calle de Augustín de Betancourt aan de zuidkant. 
In verband met de tweede spoortunnel uit 2008 is er ongeveer halverwege de overstaptunnel een tweede overstaphal tussen metro en het kuipstation op niveau -5 gebouwd. Dit kuipstation is tevens toegankelijk via een tegelijk gebouwde toegang aan de noordkant van de Calle de Raimundo Fernández Villaverde bij het zaken- en winkel-centrum AZCA. Daarnaast is langs het parkeerterrein aldaar nog een toegangsgebouw met tongewelf gebouwd, dat toegang biedt tot de metro en het bouwdeel uit 1967.   

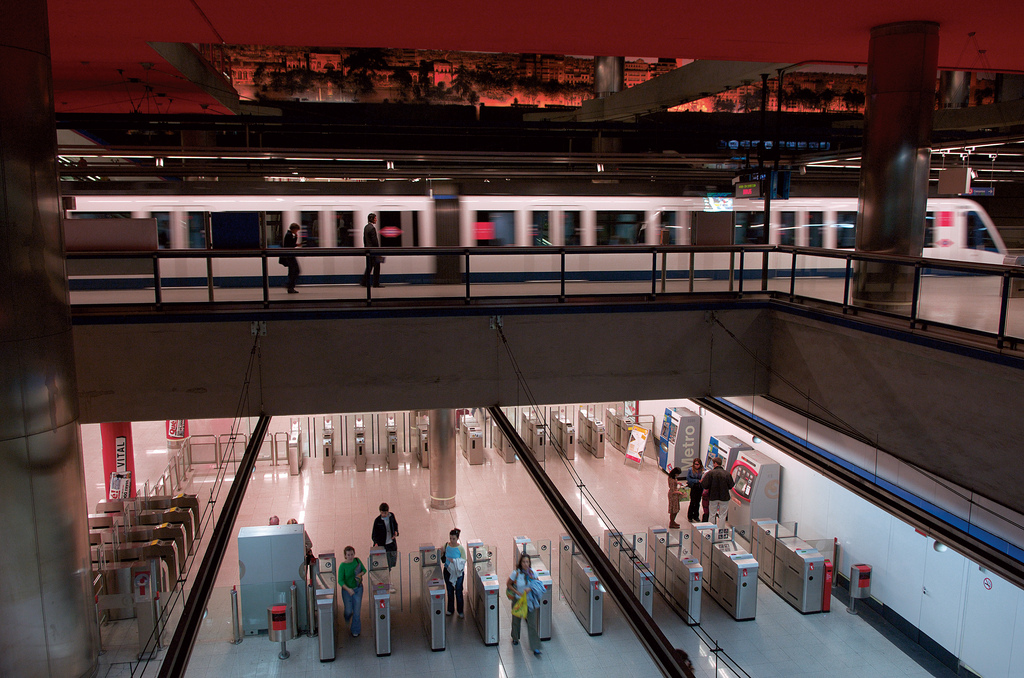
De overstap tussen metro en trein gezien door de vide, op de achtergrond lijn 8
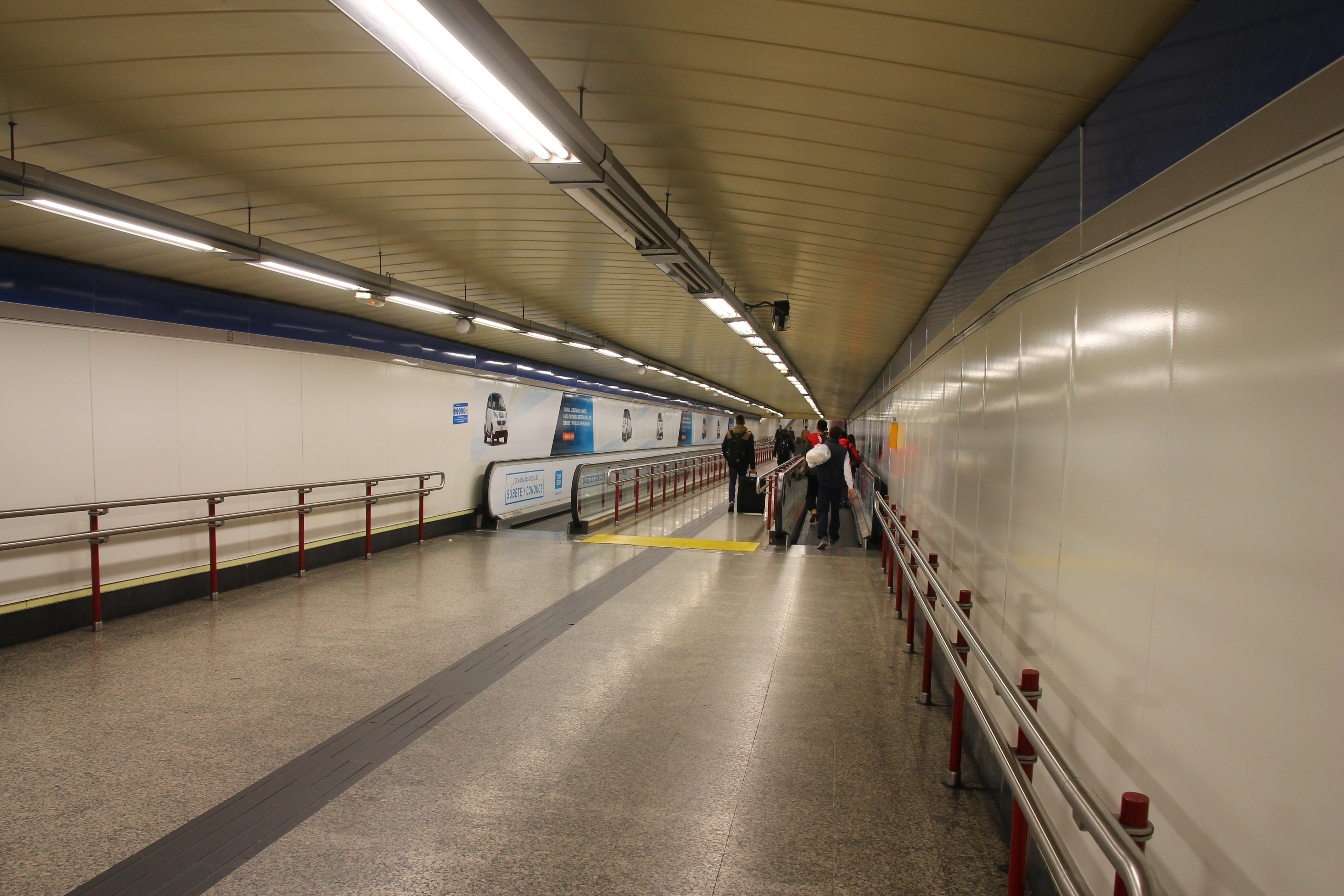
De overstaptunnel
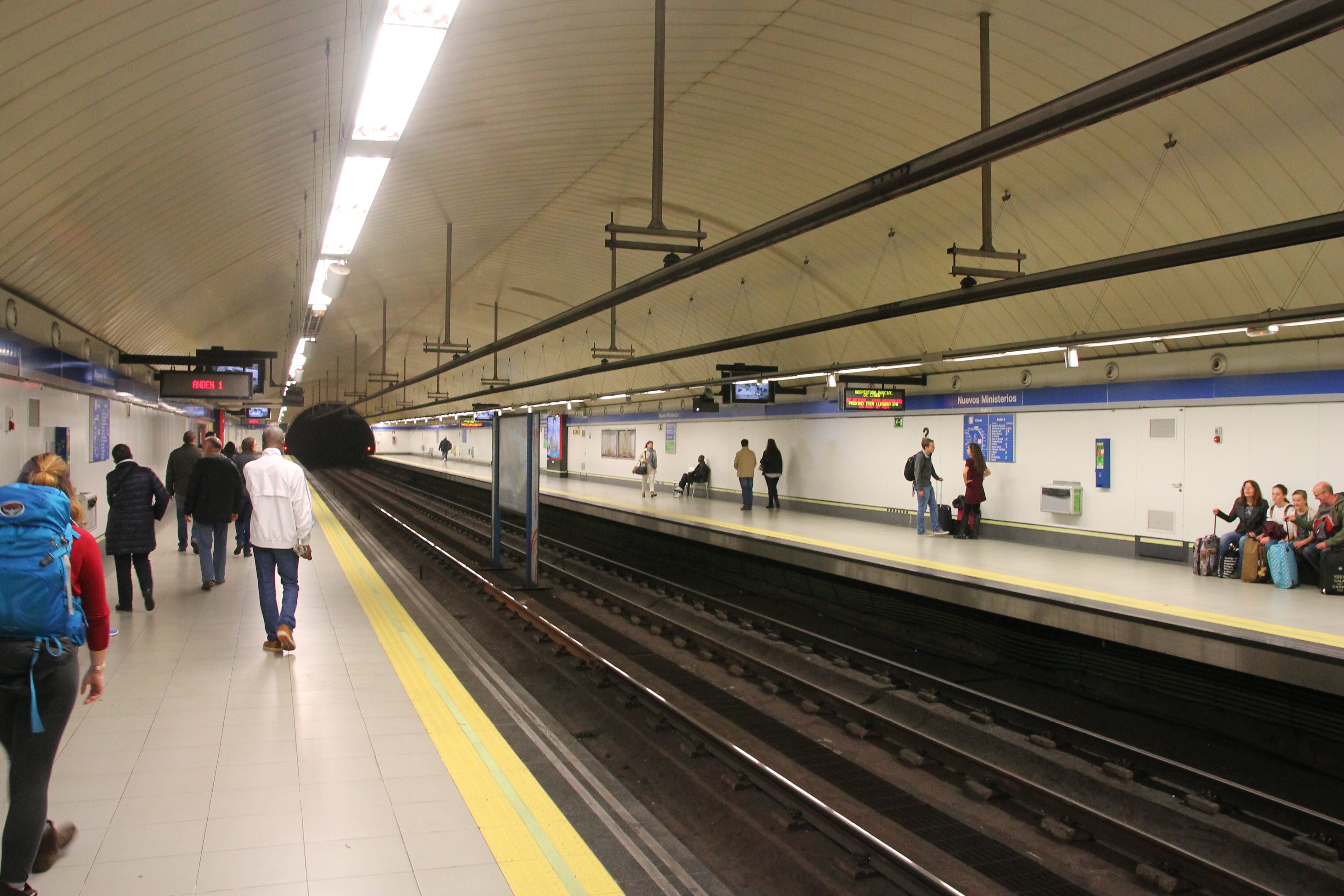
Sporen en perrons van lijn 6
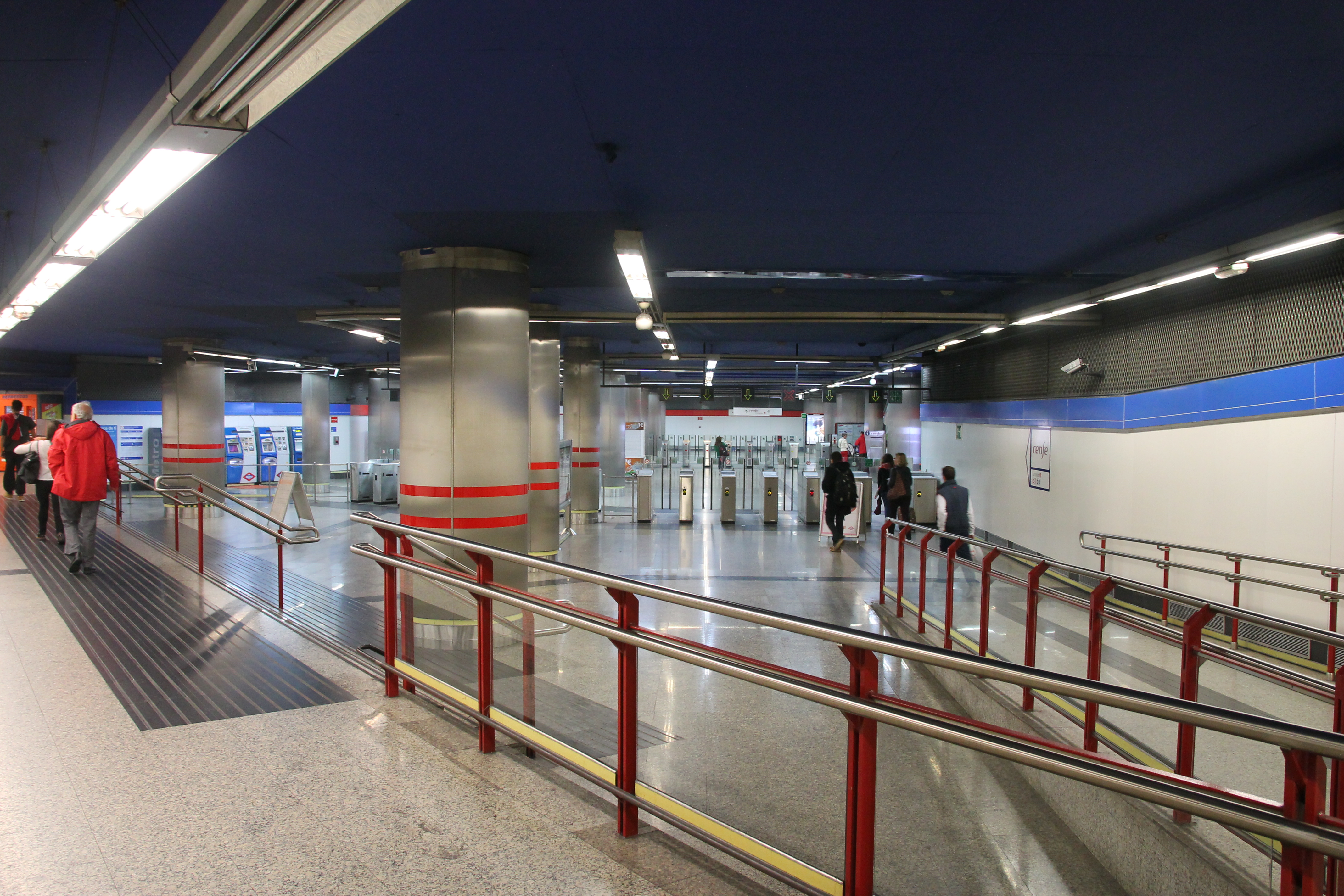
De tweede overstaphal uit 2008
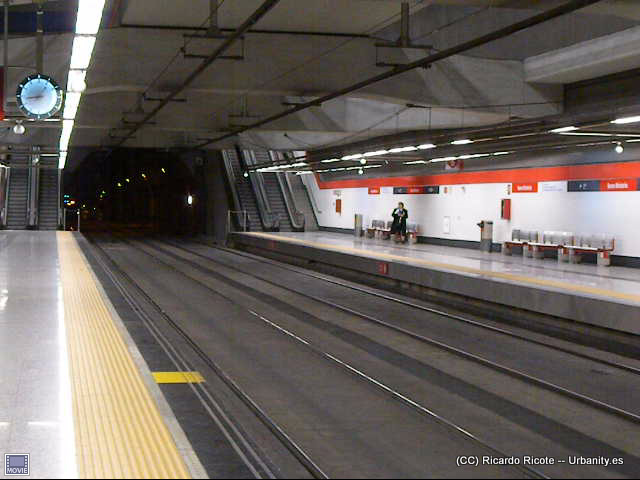
Sporen en perrons in de kuip uit 2008
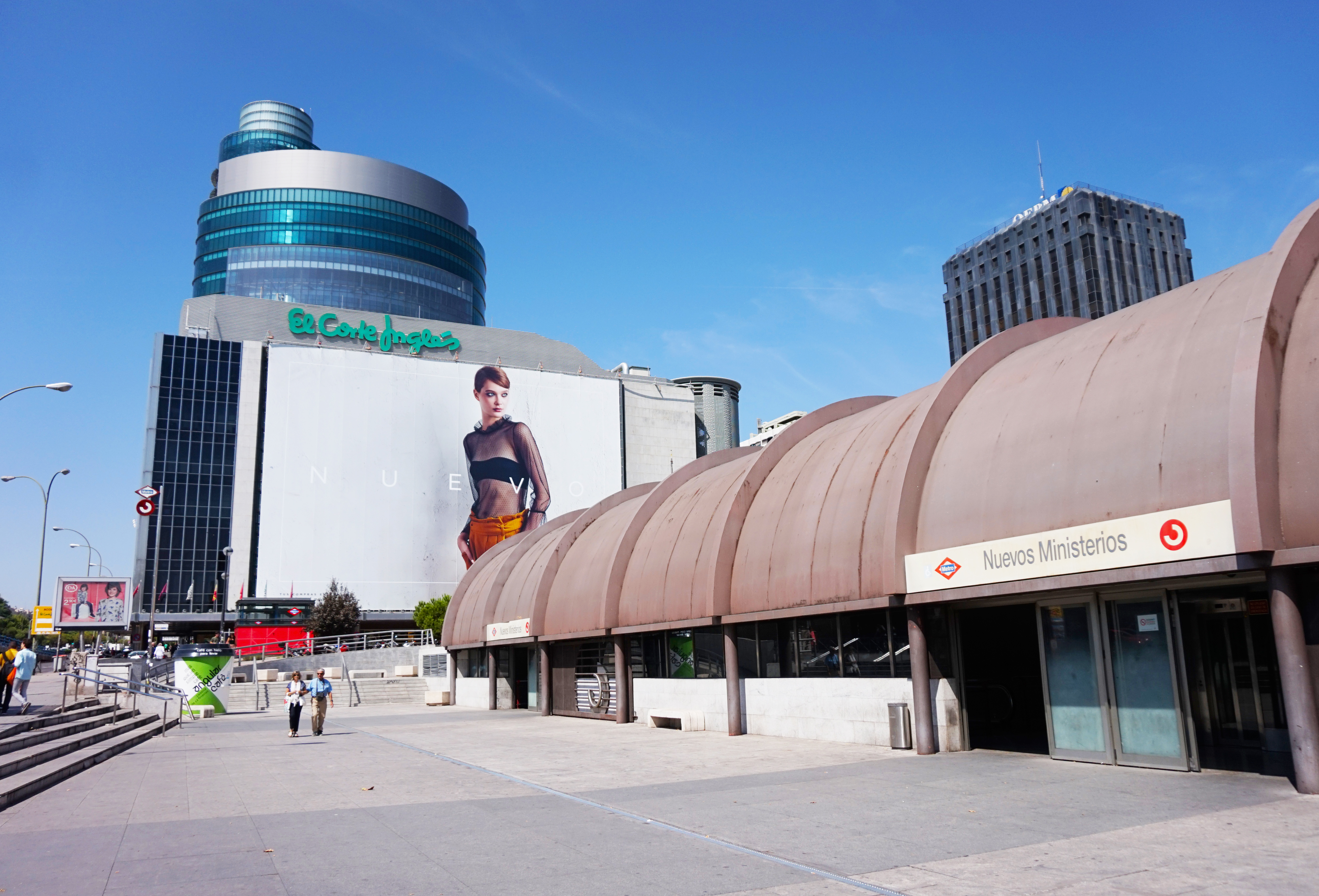
Het toegangsgebouw met tongewelf